# 蒙基倫 (阿肯色州)
蒙基倫（英語：Monkey Run）是位於美國阿肯色州巴克斯特縣的一個非建制地區。該地的面積和人口皆未知。

## 地理
蒙基倫的座標為36°20′43″N 92°28′48″W / 36.34528°N 92.48000°W，而該地的平均海拔高度為217米（即712英尺）。